# Laurent Joffrin
Laurent Mouchard
Pour les articles homonymes, voir Joffrin et Mouchard.
Laurent Mouchard, dit Laurent Joffrin, est un journaliste, patron de presse et homme politique  français, né le 30 juin 1952 à Vincennes.
Il collabore notamment à l'hebdomadaire Le Nouvel Observateur, dont il a été directeur de la rédaction de mars 2011 à mars 2014, puis directeur de la rédaction et de la publication du quotidien Libération de juillet 2014 à juillet 2020. 
Classé au centre gauche, il se lance ensuite en politique en 2020 en créant le mouvement « Les Engagé.e.s ».

## Biographie

### Famille
Laurent Joffrin naît sous le nom d'état civil de Laurent André Marie Paul Mouchard, de Jean-Pierre Mouchard — éditeur de beaux livres, directeur et propriétaire des éditions François Beauval et des éditions Crémille & Famot, devenu homme d'affaires puis gestionnaire de fortune — et de Chantal Michelet, parente d'Edmond Michelet, morte par suicide trois ans après la naissance de son fils,. Son père, proche de Jean-Marie Le Pen,, a longtemps contribué au financement du Front national.
Son épouse, Sylvie Delassus,, fille d'un vétérinaire de Villedieu-les-Poêles, est éditrice chez Stock depuis 2013 (précédemment chez Robert Laffont).

### Études et jeunesse militante
Il passe une partie de sa jeunesse au château de Moncé, que sa famille possédait à Limeray, près d'Amboise (Indre-et-Loire)[réf. nécessaire]. Il est élève à Paris au collège Stanislas.
Diplômé de l’Institut d'études politiques de Paris (1974, section Eco.Fin.) et licencié en sciences économiques, il milite aux Jeunesses socialistes, alors sous le contrôle du CERES. Membre du courant de Jean-Pierre Chevènement, il siège à la direction des MJS dans l'équipe de Jean-Marie Pernot. Il constitue le club Socialisme et Université avec des étudiants du CERES comme Denis Olivennes et ses amis du groupe ES du Panthéon (Patrick Weil, Éric Dupin, etc.).
Membre du comité de rédaction de son organe, Le Crayon entre les dents (janvier 1976 - novembre 1978), il publie alors des articles sous le pseudonyme de Laurent André (ses deux prénoms) ou de Paul Helleme (pour les initiales LM). C'est sous ce dernier qu'il écrit en novembre 1976 un article sur la presse et la politique (« La droite, la presse, le PS ») qui paraît aussi dans Presse-Actualité (le journal du milieu journalistique) et comprend une analyse critique du Nouvel Observateur et de ses relations ambivalentes avec le PS. Cet article soulève l'indignation de Philippe Viannay, à la fois administrateur du Nouvel Observateur et vice-président du Centre de formation des journalistes (CFJ).

### Journaliste
Diplômé du CFJ en 1977, il entre à l'Agence France-Presse, qu'il quitte pour participer à la création d'un nouveau quotidien, Forum international.
En 1981, il intègre la rédaction de Libération. À l'origine du service économique avec Pierre Briançon, il incarne l'aile « moderniste » du journal. Il a ensuite dirigé le service Société avant de devenir éditorialiste et responsable de la page Rebonds, avec Serge Daney, Gérard Dupuy et Alexandre Adler.
En 1984, alors jeune journaliste économique à Libération, il participe à un documentaire fiction économique intitulé Vive la crise ! diffusé sur Antenne 2 et présenté par Yves Montand, émission inspirée par Alain Minc et coproduite par la jeune fondation Saint-Simon dont Joffrin est alors également membre. Dans le numéro spécial du journal qui, daté du 2 février 1984, accompagne l'émission et qu'il dirige avec Jean-Claude Guillebaud, Laurent Joffrin signe un éditorial titré « La pédagogie de la gaffe » et qui débute en expliquant : « Il y a un néo-réalisme français. En dix ans de crise, on a essayé de par le monde toutes les médications possibles. Aucune n'a réussi. Très longtemps pourtant les Français ont refusé de voir la crise en face ». L'expérience lui vaut des critiques en interne car « les trois-quarts de l’émission apparaissait tout de même comme une apologie du capitalisme ». En outre, l’un de ses articles est consacré à Philippe de Villiers, qu'il présente comme entrepreneur modèle et un exemple de la modernité, un portrait que Joffrin qualifie lui-même rétrospectivement de « désastre journalistique absolu ».

### Patron de presse

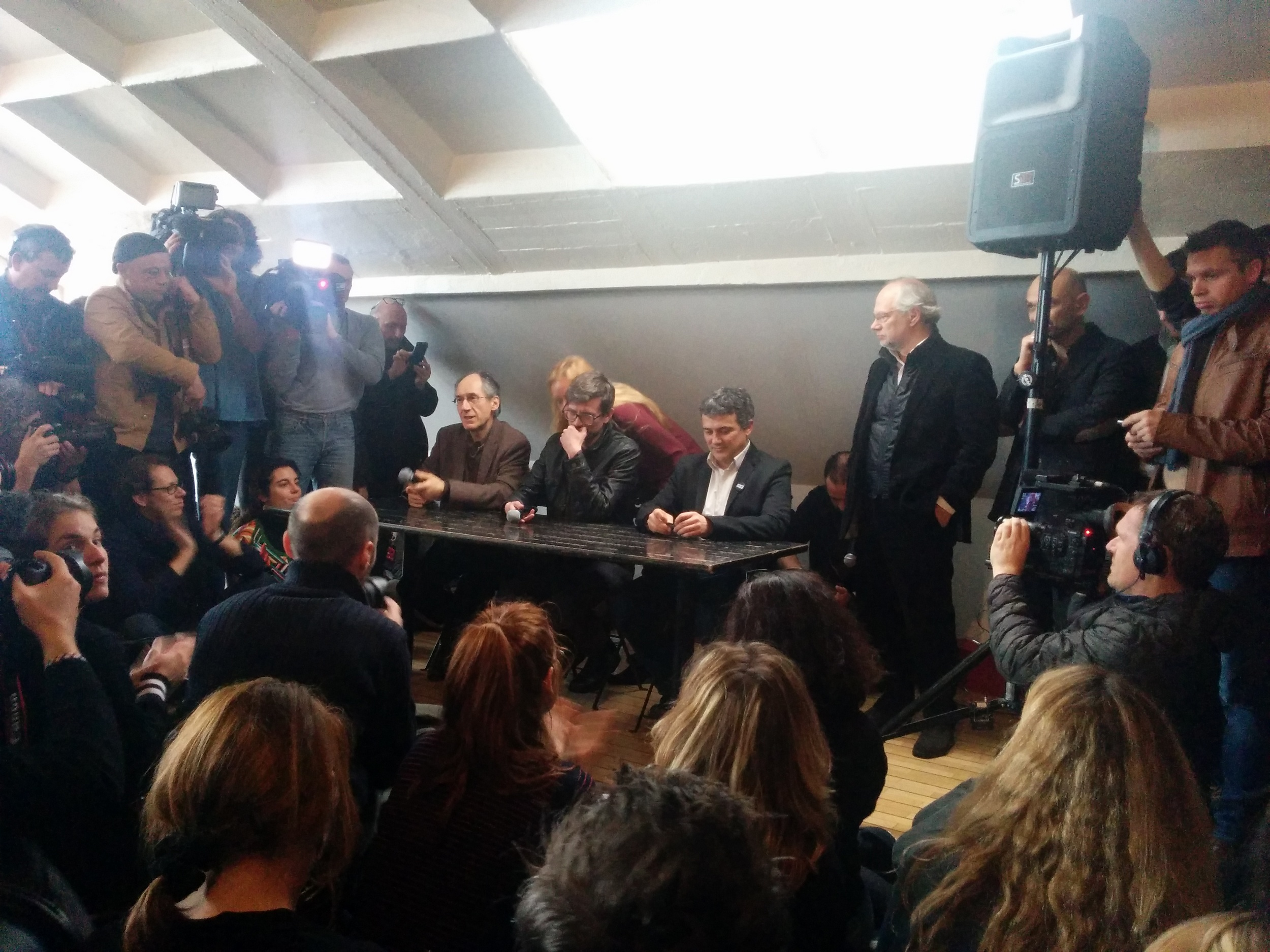
Conférence de presse de la rédaction de Charlie Hebdo dans les locaux de Libération le 13 janvier 2015 : (de gauche à droite) Gérard Biard, le dessinateur Luz, Patrick Pelloux et debout, Laurent Joffrin.

En 1988, c'est à Laurent Joffrin, journaliste de tendance sociale-démocrate, que Claude Perdriel fait appel pour succéder à Franz-Olivier Giesbert à la tête de la rédaction du Nouvel Observateur. En 1994, il participe au programme Young Leaders organisé par la French-American Foundation-France.
Il fait plusieurs passages de Libération au Nouvel Observateur : en 1996, il revient à Libération comme directeur de la rédaction, jusqu'en 1999 quand il est appelé par Claude Perdriel pour reprendre la direction du Nouvel Observateur. Le 20 novembre 2006, il est nommé directeur de publication de Libération dans le cadre du plan de relance du journal proposé par ses actionnaires, dont Édouard de Rothschild, actionnaire de référence. Le journal est recapitalisé, avec l'entrée au capital de Carlo Caracciolo, fondateur de La Repubblica et son déficit est réduit. À partir de 2009, il codirige le journal avec Nathalie Collin. Le journal retrouve l'équilibre puis les profits en 2009, et 2010. Le 1er mars 2011, il quitte Libération et prend pour la troisième fois la tête de la rédaction du Nouvel Observateur, en plus de cette fonction, il codirige Le Nouvel Observateur à nouveau avec Nathalie Collin qui le rejoint courant 2011, ils succèdent à Denis Olivennes, parti à Europe 1.
À la suite du désengagement partiel de Claude Perdriel, et de l'entrée au capital du Nouvel Observateur de trois nouveaux actionnaires majoritaires, Pierre Bergé, Xavier Niel et Matthieu Pigasse en décembre 2013, il publie un éditorial faisant le point sur la situation. Étant confronté à une baisse des ventes du Nouvel Observateur, « parfois critiqué en interne » et en désaccord avec les nouveaux actionnaires du titre — selon Le Point —, il démissionne du journal en mars 2014 tout en restant éditorialiste. Sa démission ainsi que celle de Nathalie Collin, est actée par un communiqué officiel du journal.

### Journalisme en presse écrite et à  la television (2014-présent)
Le 12 juin 2014, Laurent Joffrin revient à nouveau à Libé, cette fois en tant que directeur de la rédaction. Il y restera encore six ans, jusqu'en juillet 2020, avant de quitter le journal pour se lancer en politique. À son départ, la Société des journalistes et des personnels de Libération fait savoir qu'elle ne souhaite pas que Laurent Joffrin soit membre du conseil d’administration du futur fonds qui chapeautera le journal.
Laurent Joffrin est non seulement actif dans la presse et l'édition, mais il est également présent régulièrement dans des médias tels que la radio ou la télévision. Il participe en 1984 à la réalisation de l'émission Vive la Crise !, produite par Pascale Breugnot, écrite par Jean-Claude Guillebaud et présentée par Yves Montand. Il a débattu à France Inter avec Philippe Tesson au sein de Feux croisés, rendez-vous hebdomadaire animé par le journaliste Bertrand Vannier le samedi à 8h15 en 1995-1996, puis producteur, responsable de l'émission culturelle Diagonales. Il anime Les détectives de l'Histoire sur France 5, une émission d'enquête sur des faits marquants de l'histoire récente. À la radio, le rédacteur en chef de Libération intervient régulièrement sur l'actualité politique, notamment sur l'antenne de France Info où il débat à 8 h 50 le lundi et le jeudi avec Sylvie Pierre-Brossolette du Point qui a pris la suite de Nicolas Beytout du Figaro depuis la campagne électorale de 2007. Il est invité de l'émission quotidienne C dans l'air sur la chaîne publique France 5, et dans la matinale quotidienne de Pascal Praud L'heure des pros sur Cnews, où ils se contredisent régulièrement. 
En 2023, il co-fonde avec Jean-Paul Mari un média en ligne qui se réclame de la gauche réformiste baptisé Le Journal. Parmi les signatures figurent Bernard Attali, Valérie Lecasble, Sandrine Treiner, Jean Peyrelevade, Jérôme Clément et Marcelle Padovani.
Il rejoint ensuite BFMTV, avant d'intégrer France Info en 2025.

### Tentative de carrière en politique
Le 16 juillet 2020, il quitte la direction du journal pour se lancer en politique. Il décide, en effet, de créer un mouvement social-démocrate et lance un appel intitulé « Engageons-nous » initialement « Les Engagé.e.s ».
Parmi les 150 premiers à avoir répondu à l'appel, des acteurs de la société civile inconnus et plusieurs personnalités. Des sociologues, chercheurs, médecins (Patrick Pelloux, Alain Touraine, Pap Ndiaye, Hervé Le Bras, Michel Wieviorka, Janine Mossuz-Lavau), journalistes (Laure Adler, Pierre Lescure), politologues (Géraldine Muhlmann), avocats (Mireille Delmas-Marty, Jean-Baptiste Soufron), artistes (Agnès Jaoui, Denis Podalydès, Benjamin Biolay, la danseuse Juliette Gernez, Ariane Mnouchkine), hauts-fonctionnaires (Patrice Bergougnoux), auteures (Mazarine Pingeot, Hélène Cixous) et quelques très rares anciens responsables politiques, avec pour idée « de relancer le réformisme de gauche en France »,,.

### Autres activités
Il est membre du conseil d'administration de l'association En temps réel, une association pour le débat et la recherche. Il anime, par ailleurs, un club de réflexion politique Danton et était membre du club Le Siècle, avant de démissionner en mai 2011 et de l'accuser d'être une nouvelle oligarchie. Ses positions en faveur de la Taxe Google depuis avril 2010 et d'Hadopi, lui attirent les critiques de certains médias tels que Numerama ou Acrimed.

### Rapport avec les hommes politiques
Le 8 janvier 2008, lors de la présentation des vœux à la presse du président de la République retransmise en direct sur plusieurs chaînes de télévision, Nicolas Sarkozy prend longuement à partie Laurent Joffrin en répondant à sa question sur la « monarchie élective » et le lendemain, le directeur de Libération lui répond à son tour dans un éditorial. En juillet 2009, le président français de l'époque revient sur cette interview dans un entretien accordé au Nouvel Observateur, en déclarant qu'il n'aurait plus ce genre de réaction aujourd'hui. « C’est un geste républicain », reconnaît Laurent Joffrin sur France Inter, « mais je n’ai jamais demandé à ce qu’il s’excuse. Les journalistes ne sont pas au-dessus du commun des mortels. Nous polémiquons à chaque fois que l’on pense que c’est nécessaire, avec les uns et les autres — là avec le président de la République — et c’est normal qu’il réponde ».
En 2015, Le Journal du dimanche affirme que Laurent Joffrin participe à la rédaction du discours que prononce François Hollande à l'occasion de la panthéonisation de Germaine Tillion, Geneviève de Gaulle-Anthonioz, Pierre Brossolette et Jean Zay, ce que le journaliste dément par la suite.
En 2016, Laurent Joffrin soutient longtemps une nouvelle candidature de François Hollande, affirmant que le président socialiste a tenu ses promesses, avant de critiquer finalement ses erreurs après que celui-ci a renoncé à se présenter.
Le père de Laurent Joffrin était l'un des meilleurs amis de Jean-Marie Le Pen, et, selon Marine Le Pen, Laurent Joffrin a fait une croisière lorsqu'il avait 25 ans avec son père et Jean-Marie Le Pen. Laurent Joffrin déclare pour sa part avoir rencontré deux ou trois fois Jean-Marie Le Pen dans les années 1970, dont une fois lors de vacances, mais dit qu'il était alors un jeune journaliste curieux de tout, qu'il a aussi rencontré des terroristes ou des braqueurs sans épouser leurs idées, et qu'il a toujours détesté les idées de Jean-Marie Le Pen.
En mai 2018, un mois après la sortie du livre Les Leçons du pouvoir de l'ancien président de la République François Hollande, le magazine Challenges rapporte que des « éditeurs concurrents », jaloux du succès du livre, ont fait fuiter certaines informations et que Les Leçons du pouvoir aurait été écrit de A à Z par Laurent Joffrin. Ce dernier confirme avoir envoyé par erreur un mail au secrétariat d'Emmanuel Macron, nouveau président de la République, se trompant de destinataire. D'après lui, ce mail contenait l'introduction du livre Les leçons du pouvoir qu'il avait remaniée. Mais il nie avoir des droits sur le livre comme l'affirme Challenges : « Je n'ai pas de droits d'auteur sur ce livre. J'ai fait ça pendant une semaine seulement. Il n'y a aucun contrat, rien du tout. » Au départ, le livre devait se composer d'entretiens entre Hollande et Joffrin, et il comporte dans sa section « remerciements » cette mention de François Hollande : « J'ai également une pensée reconnaissante à l'égard de Laurent Joffrin pour son questionnement initial »,.

### Critiques et affaires
En 1984, le contenu de l'émission Vive La Crise qu'il supervise pour Antenne 2, est rétrospectivement qualifiée d'« improbable mélange néo-libéral de faux reportages télévisés et de pédagogie économique ». Les journalistes David Doucet et Vincent Glad décrivent l'émission comme un « témoignage saisissant de l’emprise des idées néo-libérales sur la France » et un « appel à la politique de l'offre de Hollande, 30 ans avant ».
En mars 1995, le journal satirique Le Canard enchaîné révèle que Jacques Chirac (alors maire de Paris et candidat à l’élection présidentielle française de 1995) est locataire à des conditions très avantageuses d’un logement dans le 7e arrondissement, alors un des quartiers les plus chers de la capitale. En avril 1995, Laurent Joffrin interroge Jacques Chirac sur le plateau de France 2 à ce sujet. Sa question est longue de plus d'une minute. Dans Les Nouveaux Chiens de garde (1997), son essai sur les collusions entre pouvoirs médiatique, politique et économique, Serge Halimi indique ironiquement qu'« il est arrivé que des candidats soient interpellés de façon plus rude ». Le narrateur du documentaire Les Nouveaux Chiens de garde, sorti en 2012, se basant sur l'essai de Serge Halimi, ajoute ironiquement que « Jacques Chirac est K-O debout ».
Dans ce même essai, Serge Halimi met en évidence un conflit d'intérêts concernant Laurent Joffrin, annoncé le 29 janvier 2005, « avec sans doute un zeste d’ironie » selon Le Figaro : « Le neuvième prix de la une de presse a été décerné au Nouvel Observateur […]. Le jury, présidé par Laurent Joffrin, directeur de la rédaction du Nouvel Observateur, a examiné plus de quatre cents unes avant de faire son choix. »
Toujours dans le documentaire Les Nouveaux Chiens de garde, il lui est reproché de faire partie d’« une poignée de journalistes interchangeables, qui sont chez eux partout ».
En 2012, le documentaire DSK, Hollande, etc. réalisé par Pierre Carles, Julien Brygo, Nina Faure et Aurore Van Opstal, retrace la manière dont « la presse habituellement classée à gauche ou au centre-gauche » a successivement soutenu les candidatures de Dominique Strauss-Kahn et François Hollande lors de l'élection présidentielle française de la même année. Le film montre notamment la réaction de certains journalistes et patrons de presse, tels que Laurent Joffrin, face à leurs contradictions.
Lors de la fermeture de l'usine PSA, Laurent Joffrin écrit un éditorial dans Le Nouvel Observateur qui selon Ugo Palheta, adhère aux idées du néolibéralisme en « déculpabilis[ant] les patrons de PSA » et en « repren[ant] à son compte la rhétorique des patrons de PSA, invoquant pertes et surcapacité pour justifier leur volonté de sacrifier plusieurs milliers de salariés sur l’autel du profit ».
Pour la journaliste Aude Lancelin, Laurent Joffrin fait partie des journalistes labellisés « de gauche », mais qui sont « en réalité entièrement acquis au néolibéralisme ».
En mars 2019, La Lettre A, quotidien spécialisé dans les médias, révèle qu'un forum au Gabon a été financé principalement par un service de la présidence gabonaise. Le projet de forum, visait, selon Laurent Mauduit, à associer Libération à un plan de communication d’Ali Bongo, « pour redorer son blason. » En dépit d'un premier refus de la Société des personnels, celle-ci finit par s'incliner sous la pression de la direction du journal. Le quotidien aurait reçu 450 000 euros pour sa prestation, tandis que ses actionnaires auraient empoché trois millions d’euros. Pierre Fraidenraich a présenté sa démission du groupe Altice après ces révélations. Lui et Laurent Joffrin, alors directeur de la rédaction, avaient été récemment entendus comme témoins dans une enquête ouverte par le Parquet national financier concernant cet événement,. Lors de la conférence qui suit la révélation de cette affaire, Laurent Joffrin concède devant une partie de la rédaction avoir été au courant d’un « important complément d’argent » versé à Libération, en violation selon Robin Andraca « des engagements pris par la direction auprès des représentants des salariés en 2015. » Fait exceptionnel, cette semaine là, Laurent Joffrin ne publie pas sa chronique quotidienne. Réunis en assemblée générale, jeudi 28 mars, les salariés du journal décident de mettre au vote, lundi 1er avril, une motion de défiance à l’encontre de Laurent Joffrin.
Laurent Joffrin critique le souverainisme du philosophe Michel Onfray et lui reproche de « faire le jeu du Front national », Michel Onfray affirmant par exemple que certains Français se sentent trahis par l'accueil de populations migrantes alors qu'ils « souffre[nt] » eux aussi. Michel Onfray s'offusque, fait une liste de ses positions contraires à celles du FN, affirme que le débat sur l'immigration est censuré, et attaque Laurent Joffrin de diverses manières. En 2020, après l'affaire Gabriel Matzneff, Michel Onfray accuse Laurent Joffrin de minimiser les dérives sexuelles les plus graves,,,,,,.

## Publications

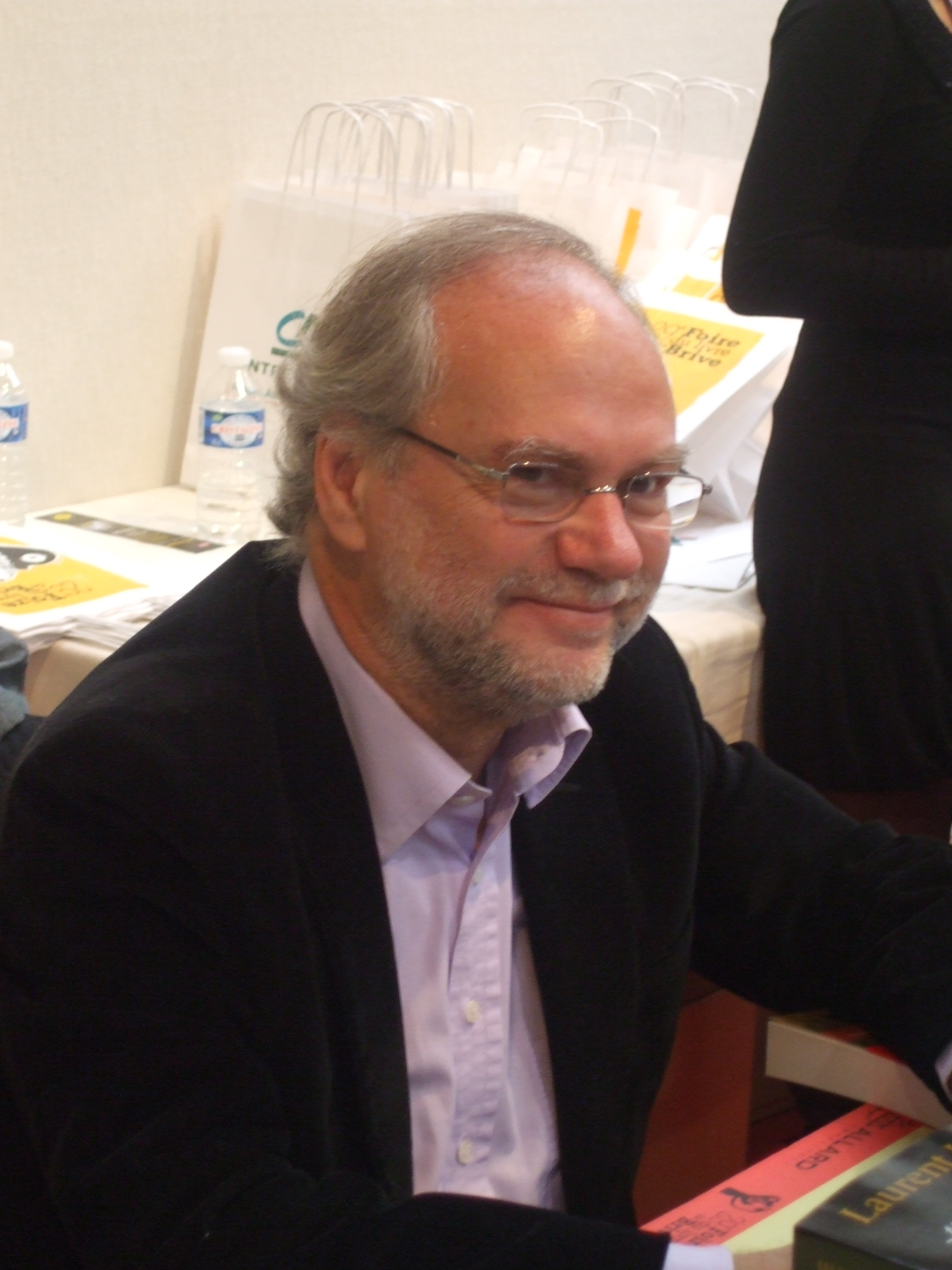
Laurent Joffrin à la foire du livre 2010 de Brive-la-Gaillarde.

- La Gauche en voie de disparition, Seuil, 1984  (ISBN 9782020069373)
- Coluche, c'est l'histoire d'un mec, avec Serge July et Jacques Lanzmann, Solar, 1986  (ISBN 9782263011245)
- Un coup de jeune, portrait d'une génération morale, Arléa, 1987  (ISBN 9782869590144)
- Mai 68, une histoire du mouvement, Seuil, 1988  (ISBN 2020101637) ; rééd. Points Histoire, série « Document », 2008  (ISBN 9782757807286)
- Cabu en Amérique, avec Jean-Claude Guillebaud, Seuil, 1990  (ISBN 2020122499)
- La Régression française, Seuil, 1992  (ISBN 9782020231077)
- La Gauche retrouvée, Seuil, 1994  (ISBN 9782020213622)
- Yougoslavie, suicide d'une nation, Mille et Une Nuits, 1995  (ISBN 9782842050276)
- Kosovo, la guerre du droit, suivi de Yougoslavie, suicide d'une nation, Mille et Une Nuits, 1999  (ISBN 9782842054175)
- Où est passée l'autorité ?, avec Philippe Tesson, NiL éditions, 2000
- Les Batailles de Napoléon, Seuil, 2000  (ISBN 9782020289931)
- Le Gouvernement invisible, naissance d'une démocratie sans le peuple, Arléa, 2001  (ISBN 9782869595538)
- La Princesse oubliée, roman, Robert Laffont, 2002  (ISBN 9782221092996)
- C'était nous, roman, Robert Laffont, 2004  (ISBN 9782221101001)
- Les Grandes Batailles navales, de Salamine à Midway, Seuil, 2005  (ISBN 9782020498388)
- Histoire de la gauche caviar, Robert Laffont, 2006  (ISBN 9782221104859)
- La Gauche bécassine, Robert Laffont, 2007  (ISBN 9782221108895)
- Le roi est nu, Robert Laffont, 2008  (ISBN 9782221110867)
- Média-paranoïa, Seuil, 2009  (ISBN 9782020975421)
- La Grande Histoire des codes secrets, Privé, mai 2009  (ISBN 9782350760827)
- Les Énigmes Kennedy, Omnibus, 2011  (ISBN 9782258084445)
- Le Réveil français, Stock, 2015  (ISBN 978-2-234-08026-3)
- Seul contre tous : Cent-Jours avec Napoléon, Tallandier, 2015
- Dans le sillage de l'invincible Armada, éditions Paulsen, 2018
- Le Roman de la France : De Vercingétorix à Mirabeau, Éditions Tallandier, 2019

### SérieLes aventures de Donatien Lachance, détective de Napoléon
- L'Énigme de la rue Saint-Nicaise, Robert Laffont, 2010  (ISBN 9782221122242)
- Le Grand Complot, Robert Laffont, 2013  (ISBN 978-2-221-13070-4)
- L'Espion d'Austerlitz, Stock, 2014  (ISBN 9782234078123)

### SérieLes aventures de Nicolas Le Floch, commissaire de police au Châtelet
En 2021, Laurent Joffrin reprend les aventures de Nicolas Le Floch, personnage créé par Jean-François Parot, trois ans après sa mort, dans un quinzième volume, suivi d'un seizième en 2022, d'un dix-septième en 2023 et d'un dix-huitième en 2024. Ces romans se déroulent au cours de la Révolution française.
- Le Cadavre du Palais-Royal, Buchet-Chastel, 2021, 304 pages  (ISBN 978-2-2830-3534-4)
- L'Énigme du Code noir, Buchet-Chastel, 2022, 272 pages  (ISBN 978-2-2830-3537-5)
- Le Secret de Marie-Antoinette, Buchet-Chastel, 2023, 272 pages  (ISBN 978-2-2830-3839-0)
- Le Mystère de l'armoire de fer, Buchet-Chastel, 2024, 336 pages  (ISBN 978-2-283-04026-3)